# Elijah Harper
Pour les articles homonymes, voir Harper.
Elijah Harper (3 mars 1949 - 17 mai 2013) est un politicien autochtone cri et un chef autochtone.

## Biographie
Elijah Harper a étudié à l'Université du Manitoba et a travaillé pour la Fraternité des Indiens du Manitoba en tant qu'agent de développement communautaire. Il fut ensuite analyste de programme pour le Ministère des Affaires indiennes et du nord. En 1978, il fut élu chef de la communauté Cri de Red Sucker Lake. Il effectua ses premiers pas en politique en 1981 et fut élu député provincial de la circonscription de Rupertsland sous les couleurs du Nouveau Parti démocratique du Manitoba (NDP). Elijah Harper fut nommé ministre sans portefeuille chargé des Affaires autochtones en 1986, puis ministre des Affaires du Nord de la province du Manitoba en février 1987.
En 1990, alors qu'il siégeait à l'Assemblée législative du Manitoba, Harper atteignit une renommée nationale en arborant une plume d'aigle à l'occasion de son opposition à l'Accord du lac Meech, proposé par le gouvernement fédéral. L'Accord ne garantissait rien par rapport aux droits ancestraux des premières nations du Canada. Le refus de Harper empêchait toute adoption de l'Accord avant la date limite de la législature. Pour ce faire, l'assemblée aurait dû être unanime.
Harper s'est également opposé à l'Accord de Charlottetown en 1992, malgré le fait que l'Assemblée des Premières Nations et son chef Ovide Mercredi accordait leur appui à cet accord.
Harper a démissionné de la législature manitobaine le 30 novembre 1992. Il voulait initialement se présenter dans le comté de Churchill, au Manitoba, au sein du Nouveau Parti démocratique du Canada pour les élections fédérales de 1993. Le député néo-démocrate de ce comté refusant de céder sa place, Harper chercha des offres politiques de la part d'autres partis politiques. Il a accepté de représenter le Parti libéral du Canada au début de 1993, mais refusait d'accepter l'affirmation que ce changement de parti politique reflétait un changement de principes; il avait l'intention de représenter les intérêts des autochtones au Canada, peu importe la ligne de parti. Cependant, sa présence au sein du Parti libéral était controversée.  Les députés libéraux du Québec ne voulaient pas s'associer avec l'homme qui a détruit l'Accord du lac Meech.
Il gagna les élections de 1993 comme député libéral. Il fut défait en 1997 et en 2000 par la candidate du NPD, Bev Desjarlais.